# Каюмов, Пулат
Пулат Каюмович Каюмов (1 сентября 1919 — 23 марта 2018) — советский и узбекский государственный деятель, занимавший должности председателя Ферганского и Андижанского облисполкомов.

## Биография
Член ВКП(б) с 1944 г.
- 1933—1944 гг. — наборщик типографии в Гиждуванском районе, директор школы, заведующий районо Алтынкульского района.
- 1944—1962 гг. — секретарь Андижанского горкома партии, заведующий Андижанским облоно, заместитель председателя исполкома Андижанского областного Совета, первый секретарь Джалалкудукского, Московского райкомов КП Узбекистана, первый секретарь Андижанского городского комитета КП Узбекистана
- 1962—1963 гг. — председатель исполнительного комитета Ферганского областного Совета,
- 1963—1964 гг. — председатель исполнительного комитета Андижанского промышленного областного Совета,
- 1965—1973 гг. — председатель исполнительного комитета Андижанского областного Совета,
- 1973—1982 гг. — председатель Государственного комитета Узбекской ССР по профессионально-техническому образованию.